# فهرست نام‌های جانوران

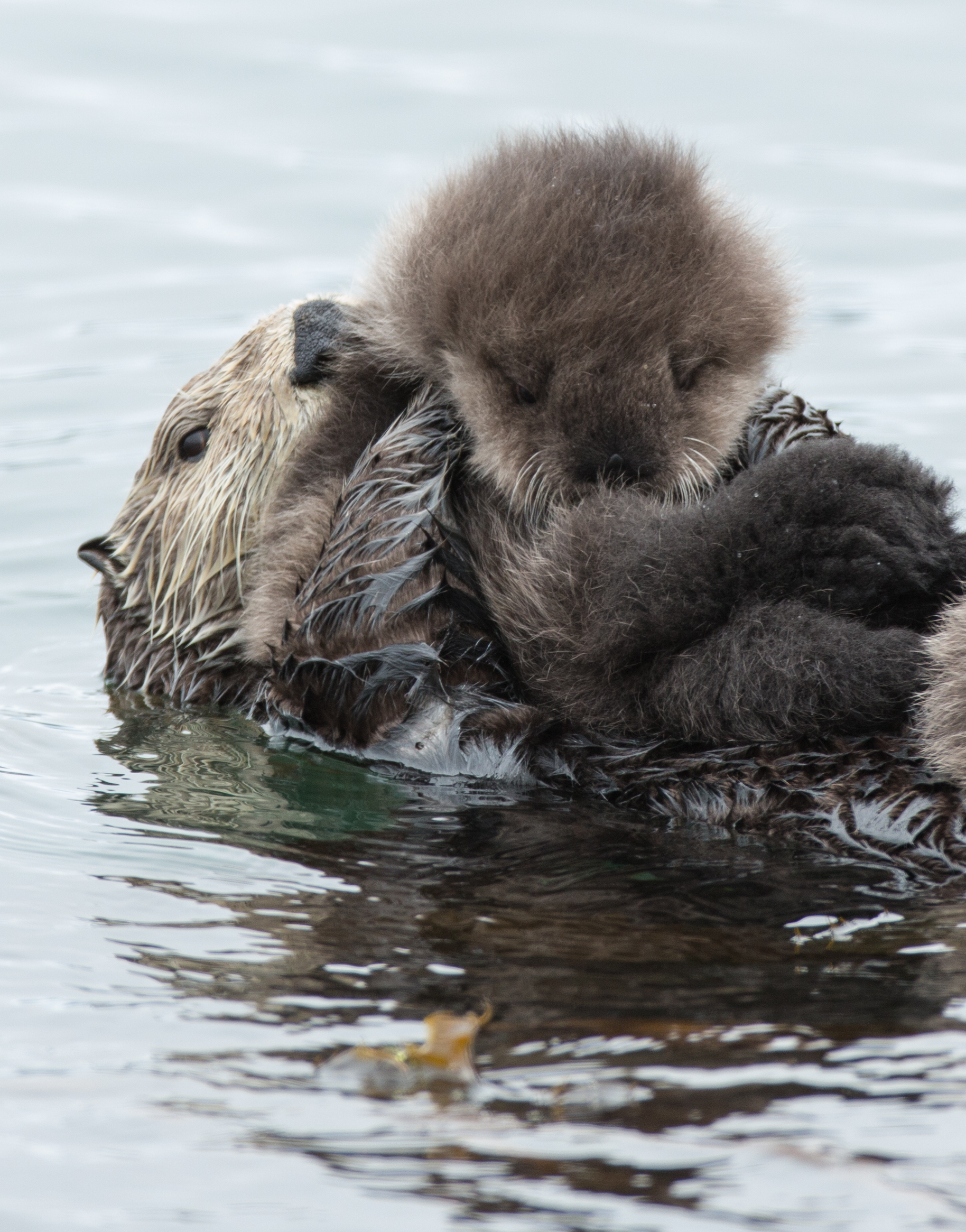
سگ‌آبی مادر به همراه توله خفته‌اش، خلیج مورو، کالیفورنیا

بسیاری از جانوران، به‌ویژه آنهایی که اهلی شده‌اند، دارای نام‌های ویژه‌ای برای نر، ماده، بچه و گروه‌هایشان هستند. در زبان فارسی و دیگر زبانهای ایرانی نیز به گوناگونی نام‌ها برای یک گونه جانور برخورد می‌شود. برای نمونه می‌توان به کتاب عجایب المخلوقات قزوینی اشاره نمود. شایان ذکر است که در بندهش ایرانی، بخشی دربارهٔ جانوران و سرده‌ها و نام‌هایشان نیز وجود دارد که گواهی بر به‌کارگیری نام‌های گوناگون بر یک گونه جانوری نزد ایرانیان است. گفته شده که یکی از بهترین منابع واژگانی شناخته شده در زبان انگلیسی کتاب آلبانس مقدس (انگلیسی: The Book of Saint Albans) است که دربارهٔ یکایک این واژگان توضیح و روشنگری داده‌است.

## اصطلاحات
در این جدول به برخی از رایج‌ترین نام‌های جانوران پرداخته شده‌است:
| اصطلاح علمی | بچه                                          | ماده                            | نر                                      | نام گروه      | صفت گروه | نام فراگیر          |
| ----------- | -------------------------------------------- | ------------------------------- | --------------------------------------- | ------------- | -------- | ------------------- |
| پرندگان     | جوجه/ جوژه                                   | مرغ کرک                         | خروس/ خروچ                              | دسته          | ماکیان   | مرغ                 |
| گاویان      | گوساله گوک / گوگ گودر                        | گاو مایه گاو گاو ماده گاو شیرده | ورزاو / ورزگاو گاو نر فراخ شاخ          | گله پاده      | گاو      | گاو                 |
| شتران       | هیرک                                         | مایه                            |                                         | گله           | شتر      | شتر                 |
| اسبیان      | کره کره اسب                                  | مادیان                          | گشن / گشنسب ارشن                        | دسته گله      | اسب      | اسب                 |
| ستوران      | کره خر                                       | ماچه ماچه خر/ خر ماچه           | نره خر                                  | دسته گله پاده | الاغ خر  | خر الاغ درازگوش     |
| سگ‌سانان     | توله کوته                                    | لاس/ لاج ماچه/ ماچه سگ          | سگ                                      | دسته          | سگ       | سگ                  |
| گربه‌ایان    | بچهٔ گربه، گربه‌بچه پیشی                       | لاس                             | گربه نره میلی                           | گروه          | گربه     | گربه پشک/ پوشک میلی |
| گرازان      | خوک‌بچه                                       | خوک                             | گراز                                    | گله           | خوک      | خوک                 |
| گوسفندسانان | بره                                          | میش                             | قج/خوچ/قوچ/ غوچ غرم راک / راگ تگل / تکل | گله           | گوسفند   | گوسفند میش          |
| بزیان       | بزغاله بزیچه/ بزیجه/ بزک چپش کهره هیرک نُخراس | چپش بز بُزخید                    | شاک تکه بهی نهاز نخراز توباره           | گله           | بز       | بز بُج اَزرِک نُخراس    |
| خرگوشان     | بچهٔ خرگوش                                    | خزز                             | ارنب خرگوش نر                           | دسته          | خرگوش    | خرگوش               |
| زنبورواران  | کرم شفیره                                    | ملکه                            | نر کارگر                                | دسته          | زنبور    | زنبور زنبور عسل     |
| ماران       | ماربچه بچه‌ی مار توله‌ی مار                    | ؟                               | ؟                                       | گروه          | مار      | مار                 |

## برای مطالعهٔ بیشتر
- Peter Gray, "The encyclopedia of the biological sciences", 1970
- Lipton, James (1993) [1968]. An Exaltation of Larks (Ultimate ed.). Penguin. ISBN 978-0-14-017096-2.